# Paramulona baracoa
Paramulona baracoa là một loài bướm đêm thuộc phân họ Arctiinae, họ Erebidae.